# Guido Zamperoni
Pour les articles homonymes, voir Guido.
Guido Zamperoni, (né le 21 juillet 1912 à Milan et mort dans la même ville le 30 janvier 2003) aussi connu sous le nom de Guy Zam, était un dessinateur italien à qui l'on doit de multiples couvertures de revues petit format de Mon journal.

## Biographie
Guido Zamperoni commence dans la Corriere dei Piccoli.
Il dessine de nombreuses séries (Jeff Cooper, Tex Willer, Tarzan, Frisco Bill (1948), La pattuglia dei senza paura (1948), Zorro, et quelques épisodes de Rahan lors du conflit entre Vaillant et André Chéret. Pour Mon Journal, il reprend la série Rok l'invisible après Sandro Angiolini dans Brik en 1968, puis en 1974, il assure la reprise de Carabina Slim (dans la revue du même nom) après Onofrio Bramante. En 1977, il crée Sunny Sun dont il dessine 25 épisodes. Pour Lug, il dessine Barefoot le magnifique dans la revue Nevada en 1978.
Il est mort le 30 janvier 2003 des suites d'une grave bronchite.